# Империя света (фильм)
«Империя света» (англ. Empire of Light) — художественный фильм 2022 года британского режиссёра Сэма Мендеса, главные роли в котором сыграли Оливия Колман и Майкл Уорд. Получил номинацию на «Оскар» в категории «Лучшая операторская работа» и номинации на ряд других кинопремий.

## Сюжет
Действие фильма происходит в 1980 году. Хилари Смолл, страдающая биполярным расстройством, работает администратором в кинотеатре «Эмпайр Синема» в английском городе Маргит и занимается сексом со своим начальником Дональдом Эллисом. У неё появляется новый коллега — чернокожий британец по имени Стивен. Герои сближаются, когда Хилари показывает Стивену роскошный, но заброшенный верхний этаж кинотеатра. Между ними начинаются отношения, Хилари разрывает связь с Дональдом и, довольная новым романом, прекращает принимать лекарства.
Ещё один сотрудник кинотеатра Нил предупреждает Стивена о психическом заболевании Хилари. Позже, во время региональной премьеры фильма «Огненные колесницы», Хилари поднимается на сцену и произносит взволнованную речь, после чего прилюдно сообщает миссис Эллис о связи с её мужем. Психическое здоровье Хилари ухудшается. Сотрудники полиции и социальной службы выламывают дверь её квартиры и забирают Хилари в больницу, а Стивен наблюдает за этим, спрятавшись в соседней комнате. Дональда после этого переводят в другое место. 
Стивен начинает учиться на киномеханика и возобновляет отношения со своей первой любовью Руби. Хилари, пройдя лечение, возвращается на работу. Во время вечеринки по случаю её возвращения мимо кинотеатра проходят скинхеды. Увидев Стивена, они врываются внутрь и жестоко избивают его, так что он попадает в больницу. Хилари навещает Стивена, от его матери она узнаёт, что сделала его счастливым. Обрадованная, она спешит в кинотеатр, и коллега показывает для неё фильм «Будучи там».
Выписавшись из больницы, Стивен рассказывает Хилари, что поступает в колледж и уезжает. Герои ещё раз встречаются в парке, где Хилари дарит Стивену книгу. Уезжая на поезде, Стивен читает стихотворение из сборника «Высокие окна» Филипа Ларкина.

## В ролях
- Оливия Колман — Хилари Смол
- Майкл Уорд — Стивен Мюррей
- Колин Ферт — Дональд Эллис
- Тоби Джонс — Норман
- Том Брук — Нил
- Кристал Кларк — Руби
- Таня Муди — Делия Мюррей

## Создание и релиз
Сценарий картины написал Сэм Мендес, который стал к тому же режиссёром и продюсером (вместе с Пиппой Харрис). Производством занимались компании Searchlight Pictures и Neal Street Productions. Оператором стал Роджер Дикинс. Роли в фильме получили Колин Ферт, Оливия Колман, Тоби Джонс, Кристал Кларк, Таня Муди, Майкл Уорд. Съёмки начались в феврале 2022 года на острове Танет в английском графстве Кент.
Премьера состоялась 3 сентября 2022 года на кинофестивале «Теллурайд». 9 декабря 2022 года «Империя света» вышла в прокат в Великобритании, 9 января 2023 года — в США.

## Оценки
На сайте-агрегаторе рецензий Rotten Tomatoes «Империя света» получила рейтинг 45 % со средней оценкой 5,8/10. Рецензенты с этого ресурса признали, что в фильме есть несколько ярких моментов, но в целом, по их мнению, «эта дань волшебству кинематографа разочаровывающе обыденна». На сайте Metacritic картина получила 54 балла из 100, что означает «смешанные или средние отзывы». Рецензент The Guardian Питер Брэдшоу охарактеризовал «Империю света» более комплиментарно — как «пронзительную, прекрасно сыгранную драму». Мэтт Сейтц (RogerEbert.com), оценил её на 2,5 балла из 4, похвалив операторскую работу Роджера Дикинса и игру Оливии Колман, но раскритиковав персонажа Стивена как слишком абстрактного.
| Премия           | Категория                         | Номинант                 | Результат |
| ---------------- | --------------------------------- | ------------------------ | --------- |
| «Оскар»          | Лучшая операторская работа        | Роджер Дикинс            | Номинация |
| «Золотой глобус» | Лучшая женская роль — драма       | Оливия Колман            | Номинация |
| BAFTA            | Лучший британский фильм           | Сэм Мендес, Пиппа Харрис | Номинация |
| BAFTA            | Лучшая мужская роль второго плана | Майкл Уорд               | Номинация |
| BAFTA            | Лучшая операторская работа        | Роджер Дикинс            | Номинация |
| «Выбор критиков» | Лучшая операторская работа        | Роджер Дикинс            | Номинация |
| «Спутник»        | Лучшая операторская работа        | Роджер Дикинс            | Номинация |
| «Спутник»        | Лучший дизайн костюмов            | Александра Бирн          | Номинация |